# Божидар Райков
Божидар Николов Райков е български книговед и палеограф, изследовател на старите славянски ръкописи. Завършва българска филология в Софийския университет (1961). От 1963 г. до смъртта си работи в Народната библиотека „Кирил и Методий“, София.